# Beyk Jān
Beyk Jān (persiska: بيستان, بیک جان, Bāyjān, بايجان گَچلَرات, بِيگجان, بايجانِ گِچلَرات, بايجان) är en ort i Iran.   Den ligger i provinsen Västazarbaijan, i den nordvästra delen av landet, 700 km nordväst om huvudstaden Teheran. Beyk Jān ligger 924 meter över havet och antalet invånare är 526.
Terrängen runt Beyk Jān är platt åt nordväst, men åt sydost är den kuperad. Terrängen runt Beyk Jān sluttar norrut.Runt Beyk Jān är det ganska glesbefolkat, med 39 invånare per kvadratkilometer. Närmaste större samhälle är Dīvānkhāneh, 5,0 km söder om Beyk Jān. Trakten runt Beyk Jān består i huvudsak av gräsmarker.